# Antoni Kieniewicz
Antoni Michał Kieniewicz (ur. 16 czerwca 1941 w Warszawie jako Andrzej Kieniewicz, zm. 13 grudnia 2022 tamże) – polski kartograf, duchowny katolicki, prezbiter.

## Życiorys
Urodził się w czasie II wojny światowej w Warszawie. Po wojnie mieszkał z rodzicami przez krótki czas w Bydgoszczy, a następnie w Milanówku pod Warszawą, gdzie ukończył szkołę podstawową. Po przeprowadzce w 1955 do Warszawy uczył się w VI Liceum Ogólnokształcącym im. Tadeusza Reytana, gdzie w 1958 r. zdał maturę. Rozpoczął studia na Politechnice Warszawskiej na Wydziale Łączności. Po dwóch latach zdecydował się studiować geografię, początkowo na Uniwersytecie im. Mikołaja Kopernika w Toruniu (1961 r.), a następnie, od drugiego roku na Uniwersytecie Warszawskim w Instytucie Biologii i Nauk o Ziemi. Pracę magisterską obronił w 1967 r. z tematu: Ogólnogospodarcza szkolna mapa województwa bydgoskiego w skali 1:250 000 pod kierunkiem doc. dra hab. Lecha Ratajskiego. W tym samym roku rozpoczął pracę w Państwowym Przedsiębiorstwie Wydawnictw Kartograficznych, gdzie pracował zgodnie z wykształceniem na stanowisku redaktora map, a przez pewien czas także w Dziale Produkcyjno-Handlowym przedsiębiorstwa. W trakcie pracy w zawodzie kartografa opracował wiele tytułów map szkolnych, ogólnogeograficznych, turystycznych, planów miast, map i atlasów samochodowych oraz tematycznych. Był również autorem artykułu Plany Warszawy w latach 1949–1979 opublikowanego w „Kronice Warszawy” nr 2/42, s. 164–175 z 1980 r. W pierwszej połowie lat 90. XX wieku był jednym z prekursorów w PPWK S.A. cyfrowego opracowania map w programach graficznych, w miejsce dotychczasowego ręcznego ich kreślenia. W 2001 przeszedł na emeryturę.

## Kapłaństwo
Antoni Kieniewicz od 1978 roku działał wraz z żoną Marzeną we wspólnotach Drogi Neokatechumenalnej, początkowo w parafii Matki Bożej Królowej Polski w Warszawie, następnie również w Bydgoszczy, już jako katechista. Po śmierci żony, w 2005 roku rozpoczął świeckie studia teologiczne w seminarium misyjnym Redemptoris Mater w Warszawie. W 2007 roku po spotkaniu z abp. Kazimierzem Nyczem uzyskał jego zgodę na wstąpienie do seminarium duchownego, które ukończył po trzech latach nauki. W 2009 roku uzyskał święcenia diakonatu a rok później, mając 69 lat, został prezbiterem. Mszę prymicyjną koncelebrował razem z nim jego syn, Piotr, który został księdzem siedemnaście lat wcześniej.
Przez dwanaście lat Antoni Kieniewicz pracował jako wikariusz i rezydent w parafiach Archidiecezji Warszawskiej, początkowo św. Aleksandra na placu Trzech Krzyży, następnie w Konstancinie-Jeziornie w parafii św. Józefa Oblubieńca Najświętszej Maryi Panny oraz w parafii Najświętszej Maryi Panny Matki Kościoła przy ul. Domaniewskiej, równolegle był katechistą w Neokatechumenacie. W 2021 roku metropolita warszawski uhonorował go przywilejem noszenia rokiety i mantoletu w kolorze czarnym.
Zmarł w grudniu 2022 roku, pochowany został w grobie rodzinnym na Starych Powązkach w Warszawie.

## Życie prywatne
Jego ojciec Stefan Kieniewicz był historykiem, specjalizującym się w historii Polski XIX wieku, brat Jan Kieniewicz – również historykiem oraz dyplomatą, zaś siostra Teresa – zakonnicą, karmelitanką.
W 1965 roku wziął ślub z Marzeną Amborską, z którą miał czworo dzieci: Piotra (ur. 1967), Łukasza (1970), Mateusza (1980) oraz przysposobioną w 1982 córkę Annę. Najstarszy syn, Piotr Kieniewicz wstąpił do Zgromadzenia Księży Marianów, został wyświęcony na księdza w 1993 roku. 
W chwili śmierci Antoni Kieniewicz miał ośmioro wnuków.